# Martina (Vorname)
Martina ist ein weiblicher Vorname. Es handelt sich um die weibliche Form des männlichen Vornamens Martin. Der Name war vor allem in den 1960er, 1970er und frühen 1980er Jahren sehr beliebt.

## Namenstag
- 30. Januar (Hl. Martina)
- 11. November (St. Martin)

## Namensträgerinnen
- Martina Accola (* 1969), Schweizer Skirennfahrerin
- Martina Bär (* 1976), deutsche katholische Theologin und Hochschullehrerin
- Martina Beck (* 1979), deutsche Biathletin
- Martina Bendler (* 1957), deutsche Politikerin (Bündnis 90/Die Grünen)
- Martina Berscheid (* 1973), deutsche Biologin und Autorin
- Martina Berta (* 1998), italienische Mountainbikerin
- Martina Bischof (* 1957), deutsche Kanutin
- Martina Blos (* 1957), deutsche Leichtathletin
- Martina Bonaudi (* 2005), uruguayische Leichtathletin
- Martina Brandl (* 1966), deutsche Kabarettistin und Sängerin
- Martina Bunge (1951–2022), deutsche Politikerin (Linkspartei)
- Martina Corra (* 1994), argentinische Leichtathletin
- Martina Dierks (1953–2012), deutsche Buchautorin
- Martina Dubovská (* 1992), tschechisch-slowakische Skirennläuferin
- Martina Eberl (* 1981), deutsche Golfspielerin
- Martina Eickhoff (* 1966), deutsche Politikerin (SPD)
- Martina Eitner-Acheampong (* 1960), deutsche Schauspielerin
- Martina Ertl (* 1973), deutsche Skirennfahrerin
- Martina Fietz (1959–2022), deutsche Journalistin
- Martina García (* 1981), kolumbianische Schauspielerin
- Martina Gedeck (* 1961), deutsche Filmschauspielerin
- Martina Gießübel (* 1970), deutsche Politikerin (CSU)
- Martina Gottschalt (* 1965 oder 1966), deutsche Schwimmerin
- Martina Granström (* 1991), ehemalige schwedische Schwimmerin
- Martina Gredler (Politikerin) (* 1958), österreichische Zahnärztin und Politikerin (LIF)
- Martina Gredler (Regisseurin) (* 1980), österreichische Schauspiel- und Opernregisseurin
- Martina Gregor-Ness (* 1959), deutsche Politikerin (SPD)
- Martina Hefter (* 1965), deutsche Schriftstellerin
- Martina Hellmann (* 1960), deutsche Leichtathletin
- Martina Hennen (* 1972), deutsche Fußballnationalspielerin
- Martina Hill (* 1974), deutsche Schauspielerin
- Martina Hingis (* 1980), Schweizer Tennisspielerin slowakischer Herkunft
- Martina Johannsen (* 1967), deutsche Beamtin
- Martina Hofmanová, tschechische Mathematikerin
- Martina Ittenbach (* 1979), deutsche Schauspielerin, Regisseurin und Filmproduzentin
- Martina Kaesbach (* 1964), deutsche Politikerin
- Martina Kaiser (* 1970), österreichische Radiomoderatorin und Popsängerin
- Martina Klement (* 1980), deutsche Verwaltungsjuristin und politische Beamtin (CSU)
- Martina Krogmann (* 1964), deutsche Politikerin (CDU)
- Martina Lammel (* 1970), deutsche Designerin und Sachbuchautorin
- Martina Lenzini (* 1998), italienische Fußballspielerin
- Martina Löw (* 1965), deutsche Soziologin
- Martina Mandir (* 1993), bosnisch-kroatische Fußballspielerin; kroatische Fußballnationalspielerin
- Martina McBride (* 1966), US-amerikanische Country-Sängerin
- Martina Merz (* 1963), deutsche Maschinenbauingenieurin und Industriemanagerin
- Martina Moravcová (* 1976), slowakische Schwimmerin
- Martina Müller (* 1980), deutsche Fußballspielerin
- Martina Naef (* 1980), Schweizer Leichtathletin
- Martina Navrátilová (* 1956), US-amerikanische Tennisspielerin
- Martina Nöth (* 1974), deutsche Autorin und Sängerin
- Martina Okáľová (* 1997), slowakische Tennisspielerin
- Martina Parker (* 20. Jahrhundert), österreichische Schriftstellerin und Journalistin
- Martina Peterlini (* 1997), italienische Skirennläuferin
- Martina Pohl (* 1961), Preisträgerin des „Deutschen Zukunftspreises“
- Martina Pötschke-Langer (1951–2022), deutsche Medizinerin
- Martina Renner (* 1967), Politikerin (Partei Die Linke)
- Martina Repiská (* 1995), slowakische Badmintonspielerin
- Martina Roesner (* 1973), deutsche Philosophin
- Martina Sacher (* 1957), deutsche Politikerin (WASG)
- Martina Sahler (* 1963), deutsche Schriftstellerin
- Martina Salomon (* 1960), österreichische Journalistin
- Martina Schild (* 1981), Schweizer Skirennfahrerin
- Martina Schütze (* 1975), deutsch-schweizerische Schauspielerin
- Martina Schwarzmann (* 1979), bayerische Kabarettistin
- Martina Servatius (1954–2016), deutsche Schauspielerin
- Martina Šimkovičová (* 1971), slowakische Politikerin
- Martina Stella (* 1984), italienische Filmschauspielerin
- Martina Steuk (* 1959), deutsche Mittelstreckenläuferin
- Martina Terré (* 2002), spanische Wasserballspielerin
- Martina Topley-Bird (* 1975), britische Sängerin
- Martina Uhr (* 1961), deutsche Politikerin (AfD)
- Martina Voss-Tecklenburg (* 1967), deutsche Fußballspielerin
- Martina Wied (1882–1957), österreichische Schriftstellerin
- Martina Zanitzer (* 2005), italienische Skispringerin und ehemalige Nordische Kombiniererin
- Martina Zellner (* 1974), deutsche Biathletin

## Varianten
- Martine (französische Variante)
- Martyna (poln.)[1]
- Tina
- Tine
- Tini